# آلبرتو واکوئینا
آلبرتو واکوئینا (انگلیسی: Alberto Vaquina؛ زادهٔ ۴ ژوئیه ۱۹۶۱) یک سیاست‌مدار اهل موزامبیک است. وی از اکتبر ۲۰۱۲ تا ژانویه ۲۰۱۵ نخست‌وزیر این کشور بود.